# Projet Ozma
Pour les articles homonymes, voir Ozma.
Le projet Ozma, du nom de la princesse du pays d'Oz légendaire créé par L. Frank Baum, est à l'origine du programme SETI. Le projet Ozma a été la première tentative de détection de signaux qu'une intelligence extraterrestre, provenant d'une exoplanète, pourrait émettre. Ce projet a été proposé et dirigé par l'astronome et astrophysicien américain Frank Drake, de l'université Cornell.
L'écoute du ciel s'est déroulée au National Radio Astronomy Observatory (NRAO) à Green Bank (Virginie-Occidentale) ; elle débuta le 8 avril 1960, a duré 150 heures à raison de 6 heures par jour, et se termina en juillet 1960.

Une fenêtre radio autorise le passage de la raie (UHF) à 21 centimètres.

L'expérience a été réalisée au moyen du radiotélescope Howard E. Tatel, appelé aussi « 85-1 », de 85 pieds (26 mètres) de diamètre, construit en 1958, et équipé d'un récepteur seulement monocanal de 100 Hz balayant une bande passante de 400 kHz. La raie à 21 centimètres (domaine des micro-ondes) a été suggérée en 1959 par les physiciens Giuseppe Cocconi et Philip Morrison. La bande radio entourant cette raie a été retenue. Drake pointa le radiotélescope 85-1 dans la direction des étoiles Tau Ceti et Epsilon Eridani. La longueur d'onde d'environ 21,1 cm (correspondant à une fréquence égale à ~1 420 MHz) est celle de l'onde émise naturellement par l'hydrogène atomique neutre interstellaire (H). Les deux astres cités sont proches du Soleil, comparables à notre étoile, et semblaient susceptibles d'avoir des planètes habitées. Les observations micro-ondes de cette expérience surtout symbolique n'ont pas détecté de signal émis volontairement par une civilisation ET.
Un an après le projet Ozma, Drake établit une formule mathématique, l'équation de Drake.
Un nouveau projet, appelé Ozma II, a été mené au même observatoire. Entre 1972 et 1976, 674 étoiles ont été suivies pendant 500 heures, sans succès.
Les projets de ce type supposent un optimisme indéfectible. Voir aussi Anthropomorphisme.